# A-mei
A-mei (em chinês:  阿妹, romanizado  "AMEI", Beinan, 9 de agosto de 1972), estilizado como A-MEI desde 2014, é o nome artístico da cantora de mandopop e compositora taiwanesa de origem aborígene Chang Hui-mei(tradicional 張惠妹, simplificado 张惠妹 ,). Nascida como Amit Kulilay(transcrito como  阿密特· 古歷來, s 阿密特· 古历来) nas montanhas acidentadas do leste de Taiwan, A-mei é a sétima irmã mais velha de uma família de nove filhos. Ela fez sua estreia no mundo da música em 1996, alcançando sucesso comercial rapidamente. Ela tem sido chamada de "diva do mandopop" no cenário musical taiwanês e do "Pride of Taiwan". Ganhando inúmeros prêmios musicais, ela é um dos artistas mais populares no mundo chinês.Ela vendeu 55 milhões de discos em todo o mundo

## História
A-Mei nasceu em Beinan, no condado de Taitung. Ela é um membro do grupo aborígene Puyuma. Como a maioria dos aborígines de Taiwan, ela foi exposta a música tribal durante a sua infância. Sua mãe gravava a si mesma cantando, então reproduzir a fita para suas filhas ouvir. A-mei sempre foi fascinado pela música; ela disse uma vez que ela  corria para assistir o programa de rádio musicais  tarde da noite introduzindo-a a canções em Inglês, quando ela era uma garotinha. Ela também mostrou grande vontade de apresentar em público, mesmo forçando seus amigos para ouvi-la cantar. 
A-Mei se ligou  ao negócio do entretenimento juntando-se a  "Five Lights Singing Contest" no  TTV em 1992 após o incentivo de seu pai, que estava doente na época. A-Mei fez todo o caminho até a final, mas acabou perdendo na rodada final. 
Ficou desapontada e estava quase pronto para desistir de interesse em concursos de música. O pai de A-Mei, em seguida, lhe disse: "Você definitivamente pode cantar, e você pode  executar canções lindamente. Por que você não entrar na competição novamente para mostrar que você tem um talento para a música?" Assim encorajado-a, A-Mei, então, decidiu fazer uma segunda tentativa no final de 1993. Suas performances impressionou os juízes, e, em 1994, A-Mei foi premiado com o campeonato. Seu pai sucumbiu à sua doença antes de sua vitória, no entanto, deixando-a em grande aflição. Na beira de sua morte, A-Mei lutou para redescobrir sua paixão pela música até que ela começou a cantar em bares com uma banda de rock formada por seu primo músico.

## Carreira

### 1996-1999
Em Julho de 1996, A-Mei e Chang Yu-Sheng cantou o single "The One I Love the Most Hurts Me the Most" (最愛的人傷我最深)juntos, Deu-se muita atenção a A-Mei. Em novembro, quando A-Mei foi convidada para cantar "I'm a Dreamer on Air" (空中的夢想家), a música-tema para a estação de rádio de Taiwan UFO, ela novamente chamou a atenção do público. Pouco tempo depois ela foi assinado para a frente musical e lançou seu debut "Sisters" (姊妹), em dezembro. O álbum liderou a Taiwan IFPI gráfico para um recorde de nove semanas consecutivas. E alcançou grande sucesso no mundo de língua chinesa. O álbum vendeu 1,21 milhões de cópias, tornando-o um dos poucos álbuns de quebrar um milhão de cópias em Taiwan. As três primeiras músicas do álbum, "You want nothing (from me) after all" (原來你什麼都不要), "Sisters" (姊妹), e "Released" (解脫) que foi escrito por Jonathan Koh [许華強].
O segundo álbum de A-mei "Bad Boy" em Junho de 1997, também liderou a parada de Taiwan IFPI durante 9 semanas consecutivas, e vendeu 1,38 milhões de cópias, tornando-o o segundo álbum mais vendido da história de Taiwan. Mais uma vez, canções do álbum, especialmente "Can not Cry" (哭不出來) e "Listen to the Sea" (聽海) são considerados clássicos da década de 1990 em língua chinesa da música pop. Em outubro de 1997, A-mei lançou o single "Listen to You, Listen to me " (聽你聽我) em CD, como um memorial para seu produtor Chang Yu-Sheng, que tinha morrido em um acidente de trânsito. Em dezembro, ela lançou o álbum inovador "A-mei Live in Concert 1998 Prelude", com as músicas que estavam a ser realizada em sua próxima turnê.
Logo depois, A-mei 1998 começou sua turnê na Ásia, realizando em Hong Kong, Cingapura e Malásia, no topo do show inicial aclamado em Taipei. Junto com seus vocais surpreendentes, suas performances de palco vigorosas e infecciosas tornou-se sua marca registrada, e estabeleceu ainda mais o status de A-mei como uma diva da música pop chinesa. Devido à sua fama crescente, A-mei foi convidado pela TV japonesa NHK para executar como representante de Taiwan na cerimônia anual "Ásia Live Dream" em fevereiro daquele ano. Em outubro de 1998, ela lançou o álbum "Holding Hands" (牽手), explorando diferentes gêneros e demonstrando sua versatilidade vocal. Embora os críticos comentaram que a voz de A-mei não era tão clara como em álbuns anteriores, "De Mãos Dadas" (牽手) manteve-se um vendedor quente e foi um dos álbuns mais vendidos do ano. Em novembro de 1998, ela foi nomeada a cantora mais popular na Ásia pela Billboard Magazine. Enquanto isso, o documentário sobre a "fábula" de A-mei, produzido pela CNN, foi transmitido em todo o mundo. 
Em janeiro de 1999, A-mei endossado Sprite em maior China, incluindo Cingapura, cantando a música chinesa, "Give Me Feelings" (給我感覺) em comerciais. Em junho, ela lançou "Posso abraçá-lo, amante?" (我可以抱你嗎愛人), o álbum com um estilo único de 1980 ea canção japonesa "Want to See You So Much" (好想見你), visando alcançar o japonês mercado. Como seus álbuns anteriores, vendeu incrivelmente bem e conquistou inúmeros prêmios de música chineses. Nos meses seguintes, A-mei realizou seu segundo Asia Concert Tour ", Mei Li 99" (妹力99), visitando várias cidades em Taiwan e outras cidades asiáticas, incluindo Hong Kong, Cingapura, Pequim e Xangai. É notável que havia cerca de 80 mil participantes da Shanghai show. Em setembro, ela cantou "Love, nunca desaparece" (愛,永遠不會消失), uma canção composta por Leehom Wang, para comemorar o "terremoto de 921" (também conhecido como terremoto Chi-Chi) e doou seu salário do concerto noite em Cingapura para a caridade.
No final do ano, A-mei foi capa da Asiaweek em uma história intitulada, "A síndrome de A-mei".

### 2000
Inicialmente, o ano começou sem problema. Em janeiro, A-mei realizou uma nova música para o comercial chinês da Sprite, "I Want to Fly" (我 要 飛). Devido a sua imagem saudável, A-mei foi selecionado como uma das doze celebridades para participar de uma campanha anti-tabagismo. Em março, ela teve dois shows em Hong Kong com a Orquestra Filarmônica de Hong Kong, cantando uma grande variedade de canções, incluindo  mandarim, Inglês, Taiwan e clássicos cantoneses.
No entanto, A-mei tornou-se alvo de grande controvérsia política depois de executar o Hino Nacional da República da China na primeira posse presidencial de Chen Shui-bian, em 20 de maio de 2000. Isto irritou o governo da República Popular da China (RPC ), que, posteriormente, proibiu-a de visitar a China continental [7]. Sob pressão de Pequim, Sprite também  quebrou  seu contrato com a A-mei, removendo-a como seu endossante. As estações de rádio na China deixaram de transmitir sua música.
Enquanto isso, os fãs estavam se tornando conscientes de que a voz de A-mei vinha tornar-se progressivamente mais fraca e mais maçante. Preocupados que sua voz tinha sido usada em demasia devido a suas gravações quase ininterruptas e shows, os fãs se uniram e escreveu para a Forward Music, solicitando que A-mei desse uma pausa. A empresa finalmente concordou, e logo após o período da promoção da "A-mei, com a Filarmônica de Hong Kong" álbum ao vivo, A-mei aproveitou a oportunidade, indo para Nova York e em repouso durante vários meses. A-mei tornou-se ativo novamente em dezembro, com seu álbum "Independente" (不顧 一切).

### 2001-2003
A-mei foi capa da Newsweek em Janeiro de 2001, com o título "Back In The Spotlight". Isso a fez a cantora taiwanêsa estampar a capa da revista to date . "A cantora de 28 anos de idade, ágil tem sido ausente por um estágio por seis meses, e seus fãs leais - não apenas em Taiwan, mas em toda a Ásia - estão ansiando para vê-la novamente." Isso foi meses depois de ser banido da China continental em 2000, depois de sua performance na inauguração do recém-eleito presidente de Taiwan, Chen Shui-bian. Nesse ponto, desde a sua estréia, A-mei tinha vendido mais de 8 milhões de cópias de seus registros nos últimos quatro anos e atraído mais de 420.000 participantes de todo Ásia para ela "A-mei Live in Concert 1999 Tour."
Em junho, A-mei assinou um contrato com a Warner Music, Taiwan. Durante a cerimônia, A-mei expressou sua gratidão para com sua gravadora anterior, a frente da música, para orientar e nutrir ela conseguir o que tinha conseguido, e mostrou-lhe antecipação e entusiasmo para a jornada musical em frente com sua nova gravadora. A-mei cantou a música tema mandarim para o filme "Pearl Harbor" (排山倒海) e incluiu em seu próximo álbum "Truth" (真實), que foi lançado pouco tempo depois.
Em 2002, A-mei ganhou o "Melhor Vocalista Feminina do Ano" com o álbum, "Truth", no máximo, de prestígio, de Taiwan "Golden Melody Awards". Uma vitória merecedora após quatro anos de indicações consecutivas na mesma categoria desde seu segundo álbum, "Bad Boy". Também um convidado realizando, ela colocou em uma vitrine intitulado, "Best of Asia" naquela noite. No mesmo ano, ela ganhou "Artista favorito - Taiwan" na primeira MTV Asia Awards, realizada em Cingapura.
A-mei foi nomeado como um dos 20 heróis asiáticos destaque na edição especial da revista Time em 2002. [8] Isso fez dela a primeira cantora de Taiwan para enfeitar esta publicação internacional. Na entrevista, ela falou sobre sua música, sobre a incorporação de ritmos tribais em algumas de suas canções pop, como "Sisters", que celebra a sociedade aborígene matriarcal. Ela falou sobre sua carreira e lutas pessoais causados por questões controversas, politicamente motivada. Também mencionado na edição era A-mei atitude da direção sua carreira musical de sucesso e sua capacidade de manter os pés bem assentes na terra, apesar de seu status de diva.
Em outubro de 2002, A-mei lançou um novo álbum, "Fever" (發燒), e pouco depois iniciou sua "A-Class Entertainment World Tour," em Taiwan, Hong Kong, China continental, Singapura, Malásia, Sydney, Melbourne e os Estados Unidos.
Em junho de 2003, A-mei lançou seu novo álbum intitulado "Brave" (勇敢) e no nome do álbum realizou três concertos nas praias em Taitung, Kaohsiung e Taipei. Sendo o porta-voz para o jogo de PC coreano, 'A3', A-mei cantou as músicas-tema de mandarim para 'A3' intitulado "Brave" (勇敢) e "ver-me" (看見 自己). Ambas as faixas foram incluídas no álbum.
Em novembro, em memória de seu mentor musical, o cantor / produtor Chang Yu-Sheng (張雨生), A-mei participou do álbum de tributo "City of Joy", cantando o trabalho de seu mentor "Tears and Whispers" (哭泣與 耳語) e realizado no concerto de homenagem, juntamente com outros cantores de Taiwan.

### 2004
Em fevereiro, A-mei recebeu o prêmio "Artista Favorito de Taiwan" no MTV Asia Awards realizado em Cingapura.
Em junho, A-mei foi forçada a cancelar um show na cidade chinesa de Hangzhou, na China Oriental, depois de um protesto acusando-a de apoiar a independência taiwanesa. Cerca de 100 ultranacionalistas chineses levantaram bandeiras e cantaram: "Oponha-se à independência de Taiwan, unifique a China".
De volta para casa em Taiwan, A-mei estava sob o fogo de pessoas que defendiam o orgulho taiwanês. A CCTV estatal chinesa citou-a dizendo, aparentemente sobre sua decisão de cantar seu hino nacional na inauguração do presidente Chen em Taiwan, "eu tive que sofrer as conseqüências de uma decisão que não foi feita por mim ... Eu deveria ter sido Mais discreto em meu comportamento, que impactou em tantas pessoas. "  A vice-presidente Annette Lu até questionou o patriotismo da diva pop. Os internautas indignados taiwaneses pediram um boicote de tit-for-tat de cantores da China. Enquanto isso, o primeiro-ministro Yu Shyi-kun ofereceu um esclarecimento de suas próprias observações anteriores sobre a cantora. Ele explicou que suas declarações foram destinadas a criticar a China, e que ele não tinha a intenção de criticar a própria cantora. Ele argumentou que a mídia local o tinha mal citado.
Enquanto a política e o showbiz não são exatamente companheiros de cama na Ásia, A-mei deixou claro que ela não tem intenção de se envolver em nada irrelevante para sua profissão. Em resposta ao tumulto, A-mei pediu aos meios de comunicação que cessassem seus relatos sensacionalistas e acabassem com a distorção de suas palavras. Ela reforçou sua posição afirmando: "O que realmente precisamos é de mais paz e amor em nosso país".
As questões políticas deixaram de lado, A-mei deu um concerto benéfico em Taipei para as vítimas da tempestade tropical Mindulle, que causou a destruição generalizada no mesmo mês. O concerto foi gratuito, mas cada membro da audiência foi convidado a fazer uma doação de US $ 30.
Em 31 de julho, A-mei pisou em Pequim mais uma vez e realizou um concerto de sucesso, com uma audiência estimada em 10 mil pessoas. Conforme relatado pelos meios de comunicação, A-mei confessou que nunca havia sentido tanta pressão em um concerto antes, quando os fãs imploraram para que ela não fosse incomodada pelos manifestantes estridentes.
Sem medo de negatividade, A-mei passou a trabalhar em seu novo álbum, "Maybe Tomorrow" (也許 明天), lançado em 21 de setembro de 2004. A-mei compôs duas músicas, "Love is the Only Thing"是 唯一) e "Critical Moment" (關鍵 時刻) no álbum. Embora o álbum tenha sido escolhido como um dos "Top 10 Local Álbum Releases para 2004" pelo Taipei Times, a mudança no estilo de música e direção drifted longe do nível de aceitação comum da massa de ouvintes da música pop em mandarim  e, portanto, o álbum não conseguiu grande desempenho nos gráficos.
A-mei também recebeu alguma negatividade para "Love is the Only Thing" (愛 是 唯一), que retratou uma festa de casamento gay, que recebeu bênçãos de seus pais, e um beijo gay. O vídeo acabou sendo censurado antes da transmissão de TV. [10]
Mais tarde naquele ano, A-mei aceitou o convite do Bureau de Turismo de Taiwan para o papel de embaixadora do turismo. Três versões de comerciais de televisão foram filmadas, visando respectivamente audiências de Hong Kong, Cingapura e Malásia . Ao aparecer nos comerciais, ela cantou e produziu o pop-rock e tema de fusão aborígine intitulado, "Naruwan". Em colaboração com os anfitriões da televisão para three Places, A-mei co-hospedou uma série de pequenas viagens intitulada, "excursão em Taiwan com A-mei" compartilhando as maravilhas da ilha com os povos fora de Formosa. Acima de tudo, ela visitou os três lugares, fazendo aparições para algumas sessões de compartilhamento face a face com seus fãs e apoiantes.
Como parte do esforço de ajuda do Tsunami, A-mei participou em concertos de angariação de fundos em ambos Taiwan e Hong Kong. Além disso, juntamente com outras celebridades, ela cantou a canção especialmente escrita intitulada "Love" (愛), uma versão em mandarim de "We Are the World".
Em dezembro, ela aceitou o convite da MTV Asia e colocou em uma vitrine exclusiva, "MTV Live With A-mei", realizada no Victoria Theatre, em Cingapura. Juntamente com uma banda formada principalmente por músicos singapurenses de "Sonic Sanctuary", eles fizeram um show bem recebido.

### 2005
Em 2005, A-mei decidiu fazer uma breve pausa de seu frenético estilo de vida. Ela se dirigiu a Boston, nos Estados Unidos, para um curso de língua de três meses no Centro de Programas de Orientação e Língua Inglesa da Universidade de Boston (CELOP), em janeiro. Não era apenas uma fuga, era uma viagem de auto-descoberta.
Enquanto isso, uma série produzida pelo Discovery Channel em colaboração com o Escritório de Informações do Governo de Taiwan (GIO) chamada "Retratos de Taiwan" (台灣 人物 誌) que destacou ícones taiwaneses em diferentes campos, selecionou A-mei como representante da categoria "Mass Culture and Entertainment ". Foram seis documentários transmitidos por toda a Ásia para contar as histórias desses destacados taiwaneses. Além disso, A-mei foi nomeada para os "16º Taiwan Golden Melody Awards" tanto na categoria "Melhor Vocalista Feminina do Ano" quanto na categoria "Melhor Vídeo Musical" com a faixa "Love is the Only Thing".愛 是 唯一) com seu álbum, "Maybe Tomorrow". [Citação necessário]
A-mei assumiu a tarefa como embaixadora da World Vision Taiwan (WVT) e se dirigiu ao sul do Sudão com a organização de caridade em junho/ julho. Na conferência de imprensa para lançar a campanha 30 Hour Famine, A-mei compartilhou seus encontros e experiências durante sua visita; "Há uma escassez de água em quase todo o Sudão, e as pessoas realmente não têm escolha.Eu conheci uma menina de 11 anos chamada Mary, que é tão inteligente, e fala Inglês fluentemente.Ela me disse que ela pode ' Ir para a escola todos os dias porque está muito longe e a escola é tão primitiva, ela quer ir para um lugar onde ela possa estudar ", disse ela. No mesmo mês, A-mei visitou uma vila indígena no sul de Taiwan - o lar de pessoas da tribo Paiwan. Junto com a cantora taiwanesa, Biung Wang, e voluntários, eles enviaram produtos  e deram  apoio moral na esperança de aliviar problemas na área, que foi gravemente danificada por uma inundação recente.

### 2006
Em fevereiro, A-mei lançou seu novo álbum, "I Want Happiness" (我 要 快樂), que muitos vêem como sua peça de retorno. Ao contrário de seus álbuns anteriores, durante a produção deste lançamento, A-mei tinha apenas um produtor musical, Eric Chen, e um supervisor de letras, Yu-Kang Wu (a.k.a. York Wu, 鄔 裕康), e ela mesma. Uma das faixas, "Extrication" (海闊天空), foi feita como música-tema para "Fishing Luck" (等待 飛魚), um filme produzido em Taiwan. A-mei continuou assumindo o cargo de embaixadora do turismo da ilha pelo terceiro ano consecutivo desde 2004 e cantou a música-tema da campanha do ano intitulada ""Touch Your Heart". Os meios relataram que tinha ajudado Formosa a conseguir resultados turísticos excepcionais promovendo as numerosas  atrações turísticas da ilha aos viajantes da região nos dois anos anteriores. 
Em junho, A-mei foi convidada para se apresentar nos 17º Golden Melody Awards (金曲 獎). O showcase -Da música Orz - foi uma fusão de música internacional e música pop, que incluiu música aborígene de Taiwan, djembé africano, Capoeira afro-brasileira, sitar indiano e Hip-hop. Logo após seu retorno dos Estados Unidos, ela estava de volta ao estúdio para a gravação de uma nova música intitulada "Princess Bannen" (巴冷 公主), um dueto com Biung Wang. A melodia foi inspirada pela "Princesa Bannen", um mito da tribo Rukai composta por Biung Wang. Encantada por esta bela melodia, A-mei convidou sua amiga e parceira musical Yu-Kang Wu para escrever as letras. A canção foi gravada no álbum de Biung Wang "War Dance" (戰 舞).

### 2007
Em 16 de abril de 2007, A-mei assinou um contrato de 3 anos com a EMI. [11]
A-mei é nomeada para o "18º Taiwan Golden Melody Awards", que será realizada em junho, para "Best Female Vocalist" com seu álbum, "I Want Happiness?".
Em 3 de agosto, o último álbum de A-mei, "Star", foi lançado como aclamado pela crítica e ocupou a posição número 1 no G-Music Best Selling Chart por 4 semanas consecutivas, vendendo mais de um milhão de cópias. Ela tocou a canção principal do álbum, "Forever Happiness", em 22 de julho no show do Mayday. O álbum incluiu uma canção escrita pelo rei do Mandopop  Jay Chou, intitulado "If You Also Heard" (如果 你 也 聽說). Também a partir do mesmo álbum e um dueto com estrela em ascensão Jam Hsiao (蕭 敬 騰), "A Moment" (一眼 瞬間), que se tornou um sucesso smash.

### 2008
De 27 de março até 22 de maio, A-mei estava se apresentando em uma versão japonesa de Turandot [1]. A performance foi em japonês e estava tocando em Tóquio, Osaka e Nagoya.. Em 22-23 de setembro de 2008, um concerto foi realizado em Tóquio no mesmo local onde o Turandot foi realizado.

### 2009
Em 26 de junho, A-Mei lançou seu auto-intitulado álbum "AMIT" com capa de álbum diferente para a região diferente. Houve uma controvérsia sobre uma das canções, que tem elementos negativos no vídeo da música e letras, fazendo com que não fosse exibido na MTV. Esta transformação para Amit foi provada ser um grande sucesso, com o álbum arrebatando 6 prêmios no  21st Golden Melody Awards. De acordo com o G-Music de Taiwan, o álbum é o décimo álbum mais vendido em Taiwan. [12] Em 31 de outubro, ela se apresentou como "Rainbow Ambassador" no desfile do Orgulho Gay de Taipei, que contou com 25.000 participantes, estabelecendo o recorde de maior desfile de orgulho gay na Ásia. O registro seria redefinido em 2010.

### 2010
Seu álbum de 2009 "AMIT" impressionou os juízes do 21° Prêmio Golden Melody , onde conquistou 6 prêmios, incluindo "Melhor Vocalista Feminina", um prêmio que ela há muito aguarda há oito anos. Em 30 de outubro, ela serviu como Embaixadora do Arco-Íris pela segunda vez para a Parada do Orgulho Gay de Taiwan. Taiwan estabeleceu o recorde para o maior desfile de orgulho gay na Ásia, com 30.000 participantes. [14]

### 2011
A-Mei lançou seu álbum, "R U Watching?" Em 23 de abril de 2011 em todo o mundo. Este também seria o seu 15º álbum de estúdio que também marcará sua presença na indústria de música taiwanesa e chinesa por mais de 15 anos.

### The Voice of China (2ª temporada)
A-Mei foi selecionado para ser uma dos juízes do programa The Voice of China (segunda temporada), juntamente com Wang Feng, Na Ying e Harlem Yu.

### 2014
Depois de ser assinada pela EMI Taiwan, a MEI rush lançou seu novo álbum, "Faces of Paranoia", em 2 de julho de 2014 (originalmente programado para 4 de julho), após o álbum inteiro ter sido postado em uma música chinesa Site em 1 de Julho. O álbum é uma partida de outros "MEI" álbuns, como a música e letras contêm elementos mais escuros.

### 2015
A-mei lançou seu segundo álbum sob a identidade "AMIT", intitulada "AMIT 2", em 4 de abril de 2015, coincidindo com a primeira data de sua Utopia World Tour na Arena Taipei . A terceira vez como melhor cantora feminina Mandarin no 26 º Golden Melody Awards.

### Volta ao The Voice of China
Em 14 de agosto de 2015, A-mei foi selecionada para voltar ao The Voice of China(para a 4ª temporada), mas desta vez ela vai foi como conselheira da equipe de Jay Chou.

### Programa 梦想的声音 (Dream Sound)
Em 2016, A-mei apareceu em um programa de TV intitulado 梦想的声音(Dream Sound) como um das celebridades concorrentes. Ela re-inovou algumas canções clássicas de seus colegas de profissão, como a Stefanie Sun e o Jay Chou, bem como integrou partes de músicas da Jolin Tsai com outras canções. O momento mais memorável do show foi quando ela cantou uma canção de seu último mentor, que trouxe lágrimas para o público, bem como de seus companheiros.

## Lançamentos
- Álbum de estúdio: 16
- Álbum compilação: 2
- Trilhas sonoras: 2
- EP: 1
- solos: 18

## Álbuns

### Álbuns de estúdio

#### Anos 1990
姊妹 Sisters
- Lançamento: 13 de dezembro de 1996
- Gravadora: Forward Music Co., Ltd.
- Vendas: Ásia-4,000,000 Taiwan-1,210,000

Bad Boy
- Lançamento: 7 de Junho de 1997
- Gravadora: Forward Music Co., Ltd.
- Vendas: Ásia-6,000,000  Taiwan-1,380,000

牽手 Holding Hands
- Lançamento: 12 de Outubro de 1998
- Gravadora: Forward Music Co., Ltd.
- Vendas: Ásia-5,500,000  Taiwan-750,000

我可以抱你嗎愛人 Can I Hug You, Lover
- Lançamento: 8 de Junho de 1999
- Gravadora: Forward Music Co., Ltd.
- Vendas: Ásia-8,000,000  Taiwan-860,000

#### Anos 2000
不顧一切 Regardless
- Lançamento: 5 de Dezembro de 2000
- Gravadora: Forward Music Co., Ltd.
- Vendas: Ásia-1,500,000  Taiwan-360,000

旅程 Journey
- Lançamento: 7 de Setembro de 2001
- Gravadora: Forward Music Co., Ltd.
- Vendas: Ásia-1,000,000  Taiwan-100,000

真實 Truth
- Lançamento: 29 de Outubro de 2001
- Gravadora: Warner Music Taiwan Ltd.
- Vendas: Ásia-1,600,000  Taiwan-200,000

發燒 Fever
- Lançamento: 30 de Agosto de 2002
- Gravadora: Warner Music Taiwan Ltd.
- Vendas: Ásia-2,200,000  Taiwan-180,000

勇敢 Brave
- Lançamento: 27 de Junho de 2003
- Gravadora: Warner Music Taiwan Ltd.
- Vendas: Ásia-1,300,000  Taiwan-150,000

也許明天 Maybe Tomorrow
- Lançamento: 21 de Setembro de 2004
- Gravadora: Warner Music Taiwan Ltd.
- Vendas: Ásia-750,000  Taiwan-80,000

我要快樂? Desire for Happiness?
- Lançamento: 17 de Fevereiro de 2006
- Gravadora: Warner Music Taiwan Ltd.
- Vendas: Ásia-2,000,000  Taiwan-160,000

STAR
- Lançamento: 3 de Agosto de 2007
- Gravadora: EMI Taiwan
- Vendas: Ásia-1,800,000  Taiwan-140,000

阿密特 A-mit
- Lançamento: 26 de Junho de 2009
- Gravadora: Gold Typhoon Entertainment Limited
- Vendas: Ásia-1,000,000  Taiwan-120,000

#### Anos 2010
你在看我嗎？ R U Watching?
- Lançamento: 23 de Abril de 2011
- Gravadora: Gold Typhoon Entertainment Limited
- Vendas: Ásia-600,000  Taiwan-75,000

偏執面 Faces of Paranoia (Only the Paranoid Survive)
- Lançamento: 2 de Julho de 2014
- Gravadora: EMI Taiwan
- Vendas: Ásia-400,000  Taiwan-30,000

阿密特 2 AMIT 2
- Lançamento: 4 de Abril de 2015
- Gravadora: EMI Taiwan
- Vendas:Taiwan-60,000

### Trilhas sonoras

#### Anos 1990
妹力四射1998演唱會提前先聽版 A-Mei Live in Concert 1998 Prelude
- Lançamento: 10 de Dezembro de 1997
- Gravadora: Forward Music Co., Ltd.
- Vendas: Ásia-5,000,000  Taiwan-800,000

#### Anos 2000
歌聲妹影 A-Mei with Hong Kong Philharmonic Orchestra
- Lançamento: 14 de Abril de 2000
- Gravadora: Forward Music Co., Ltd.
- Vendas: Ásia-2,200,000  Taiwan-200,000

### Álbuns compilados

#### Anos 1990
妹力新世紀 A-Mei New Century Collection
- Lançamento: 28 de Dezembro de 1999
- Gravadora: Forward Music Co., Ltd.
- Vendas: Ásia-3,000,000  Taiwan-600,000

#### Anos 2000
愛的力量 10年情歌最精選 A-Mei The Power Of Love 1996–2006
- Lançamento: 9 de Fevereiro de 2007
- Gravadora: Warner Music Taiwan Ltd.
- Vendas: Taiwan-130,000

### EP's

#### Anos 1990
感覺 Feel
- Lançamento: 20 de Abril de 1999
- Gravadora: Forward Music Co., Ltd.
- Vendas: Taiwan-180,000